# Большая Язовка
Большая Язовка — деревня в Ершичском районе Смоленской области России. Входит в состав Кузьмичского сельского поселения. Население — 130 жителей (2007 год). 
Расположена в южной части области в 18 км к юго-западу от Ершичей, в 39 км южнее автодороги А101 Москва — Варшава («Старая Польская» или «Варшавка»). В 36 км северо-западнее деревни расположена железнодорожная станция Понятовка на линии Рославль — Кричев. 

## История
В годы Великой Отечественной войны деревня была оккупирована гитлеровскими войсками в августе 1941 года, освобождена в сентябре 1943 года.